# Houtem Jaarmarkt
Houtem Jaarmarkt – coroczny jarmark bydła i koni czystej krwi odbywający się 11 i 12 listopada w położonej około 40 km od Brukseli miejscowości Sint-Lievens-Houtem, w południowo-wschodniej części prowincji Flandria Wschodnia, w Belgii.
W 2010 roku podczas odbywającej się w Nairobi 5. sesji Międzyrządowego Komitetu ds. Ochrony Niematerialnego Dziedzictwa Kulturowego tradycja wpisana została na listę reprezentatywną niematerialnego dziedzictwa kulturowego UNESCO.

## Historia

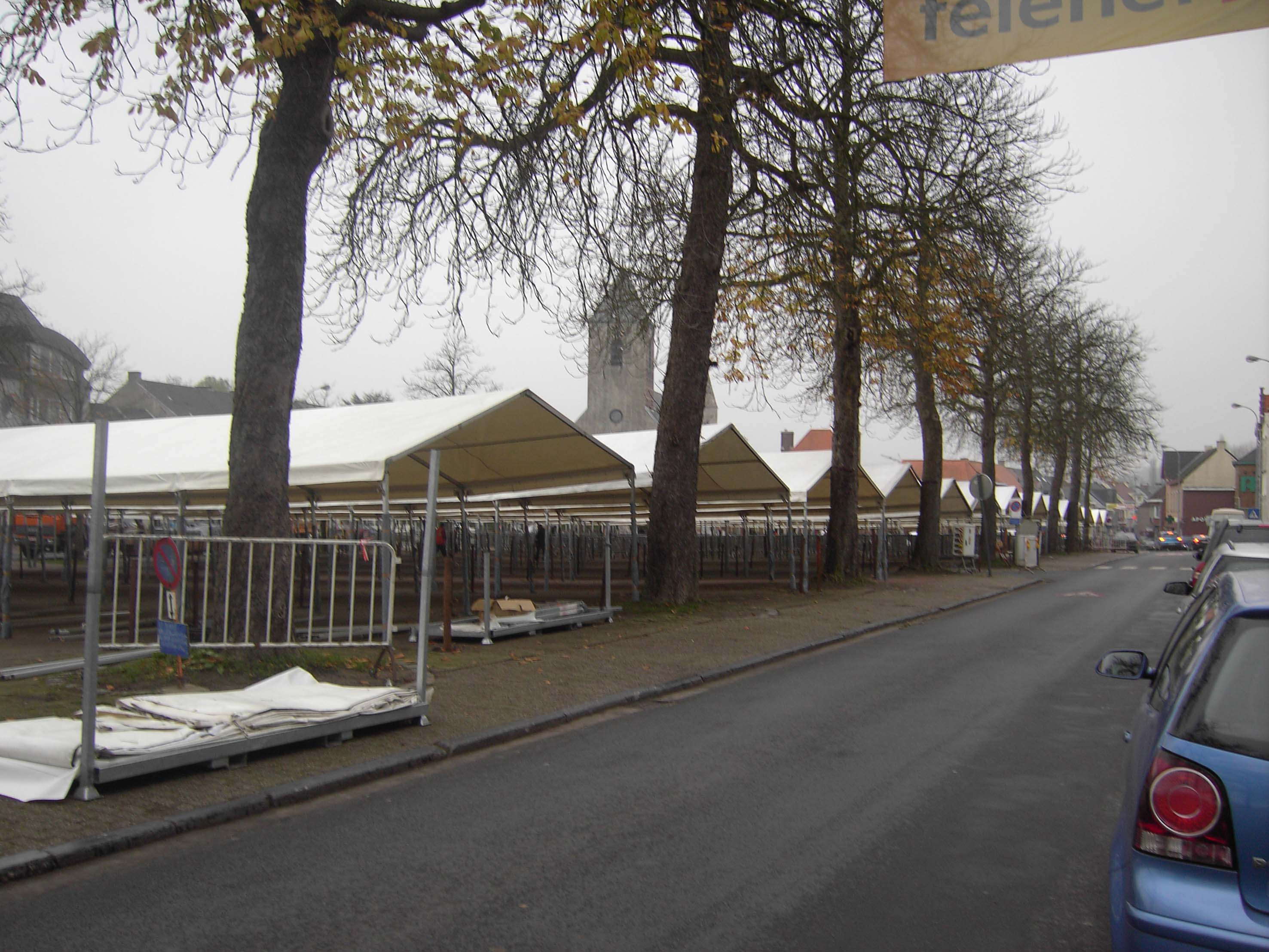
Przygotowywanie stanowisk dla koni (2008)

Początki Houtem Jaarmarkt związane są z kultem św. Liwina, jednego z pierwszych misjonarzy chrześcijańskich we Flandrii i Brabancji. Pielgrzymki z Gandawy do znajdującego się w Sint-Lievens-Houtem grobu świętego cieszyły się dużą popularnością już w średniowieczu, a towarzyszyły im odbywające się przy tej okazji jarmarki. Choć istnieją wzmianki o „tysiącletniej” tradycji jarmarków w Sint-Lievens-Houtem, to pierwsze wiarygodne źródło potwierdzające ich organizowanie w tej miejscowości pochodzi z 1339 roku.
W XV i na początku XVI wieku letnie oraz zimowe jarmarki w Sint-Lievens-Houtem zyskały dużą popularność. Tradycja organizowania jarmarku letniego stopniowo jednak zanikła, wzrastało natomiast – zwłaszcza na przełomie XIX i XX wieku – znaczenie listopadowego Houtem Jaarmarkt, który z czasem stał się największym tego typu wydarzeniem w całej Belgii, na które współcześnie zjeżdżają setki handlarzy, rolników oraz tysiące widzów z całego kraju.

## Charakterystyka

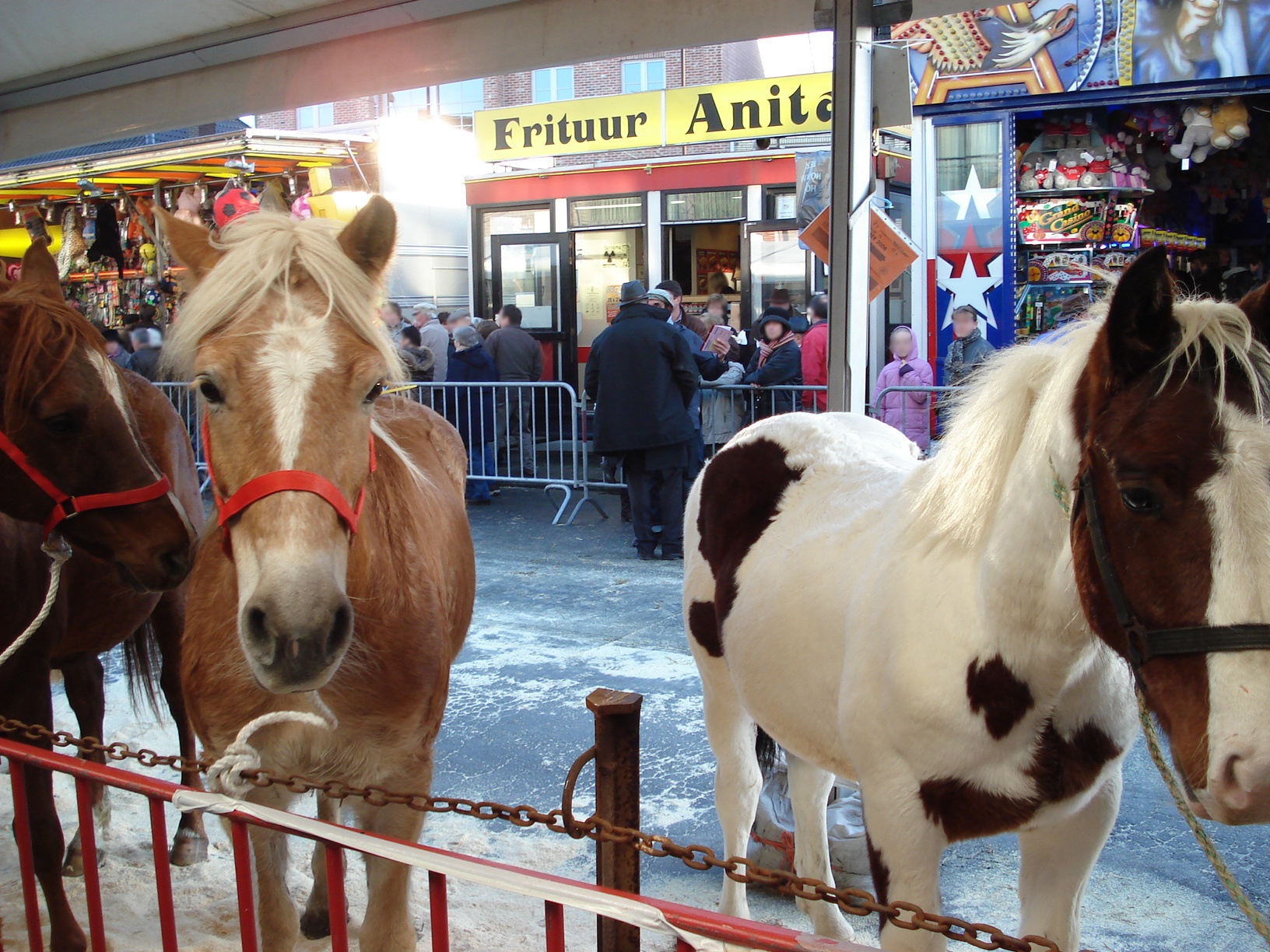
Konie podczas Houtem Jaarmarkt (2008)

Houtem Jaarmarkt w Sint-Lievens-Houtem odbywa się każdego roku w dniach 11–12 listopada. Jest to ostatni w Belgii nadal organizowany duży jarmark na świeżym powietrzu, podczas którego handluje się bydłem oraz końmi czystej krwi; niegdyś podobne jarmarki były powszechne w całym kraju.
Centrum wydarzenia stanowi główny plac miejscowości oraz okoliczne ulice, a stoiska (których bywa nawet 500) zajmują łączną powierzchnię około 38 tys. m². W wydarzeniu uczestniczą setki handlarzy, którzy z dumą prezentują, poddają ocenie sędziów i wystawiają na sprzedaż swoje zwierzęta. Co roku sprzedawanych jest ponad 1200 sztuk bydła oraz ponad 600 koni, a transakcje często dokonywane są z poszanowaniem tradycyjnych technik negocjacyjnych, takich jak np. klaskanie w dłonie podczas ustalania ceny. W trakcie jarmarku można również zakupić maszyny rolnicze. 
Współcześnie do udziału w Houtem Jaarmarkt co roku zapraszany jest inny region zagraniczny, który ma możliwość zaprezentowania swoich atrakcji, tradycyjnego rękodzieła i wyrobów spożywczych, zaś hodowcy koni i bydła, rolnicy oraz rzemieślnicy z różnych krajów mają przy tej okazji możliwość spotkania się i wymiany doświadczeń. Przykładowo, w 2024 roku zaproszeni na jarmark zostali przedstawiciele sąsiedniej Holandii. 

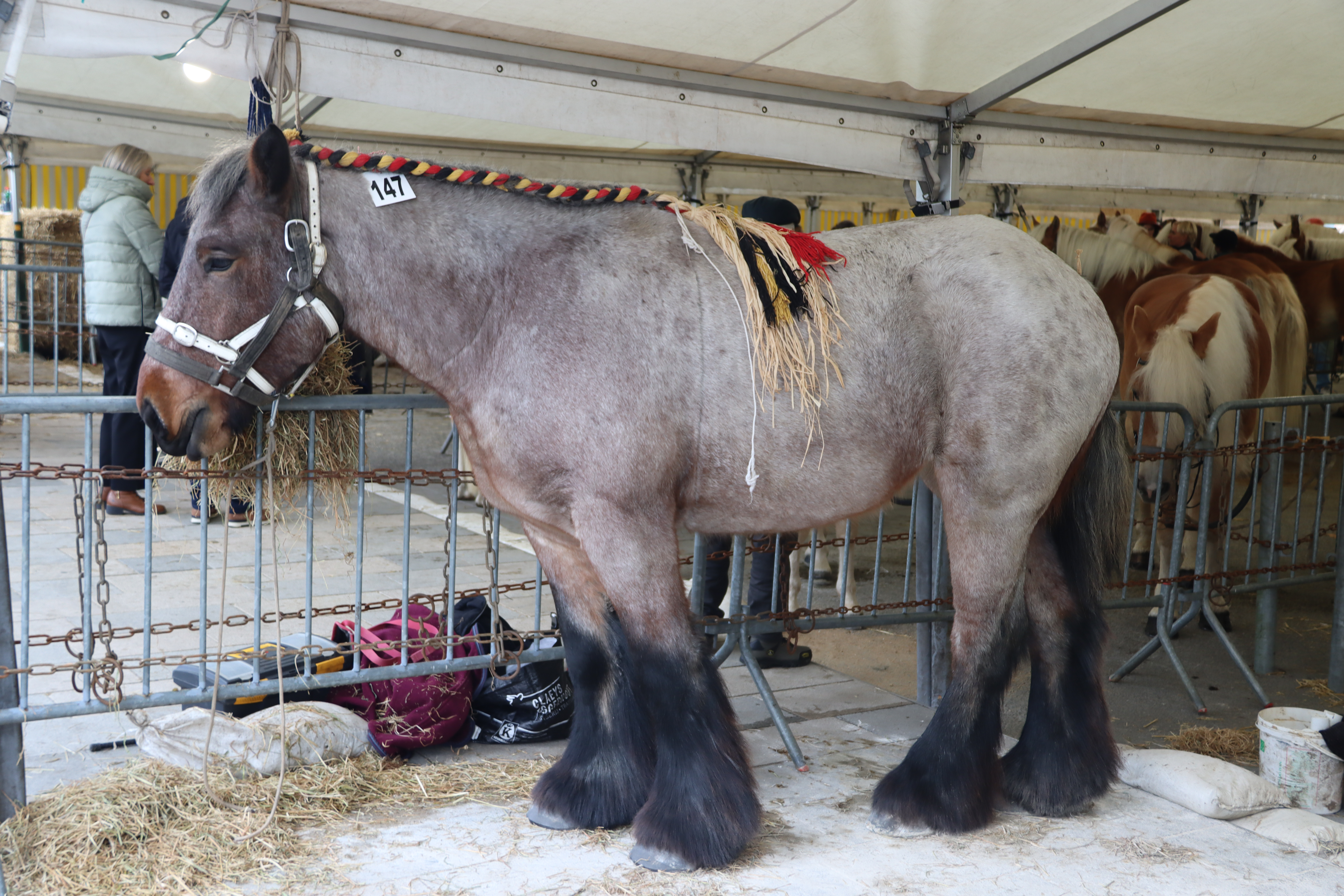
Koń podczas Houtem Jaarmarkt (2024)

Święto tradycyjnie rozpoczyna się 11 listopada od przeglądu koni czystej krwi z siedmiu ksiąg hodowlanych. Część widzów przygląda się prezentacji zaproszonego regionu zagranicznego w specjalnym namiocie o powierzchni 1500 m², a część obserwuje trwający nawet do godziny 3 nad ranem rozładunek zwierząt, koordynowany zgodnie z przepisami krajowymi i unijnymi przez co najmniej 15 weterynarzy i kilkunastu wolontariuszy. Na Houtem Jaarmarkt przyjeżdżają nie tylko eksperci z branży hodowlanej i kupcy, ale także liczni turyści, których liczba podczas trwania jarmarku potrafi wynieść nawet dziesięciokrotność całkowitej liczby mieszkańców Sint-Lievens-Houtem.   
Przez 48 godzin trwania jarmarku wioska nie zasypia. Hodowcy pilnują swoich zwierząt, a rzemieślnicy i rolnicy sprzedają na straganach swoje produkty. Jarmarkowi w Sint-Lievens-Houtem towarzyszą też wystawy, zbiórki charytatywne, warsztaty edukacyjne i wydarzenia kulturalne. Mieszkańcy częstują gości jedzeniem i piciem w swoich prywatnych domach, często oferując im również nocleg. Jest to wydarzenie ważne dla lokalnej społeczności, która uznaje tę wielowiekową tradycję za ważny element swojej tożsamości i historii. Przez dwa dni jarmarku miejscowość zamienia się we wspólną, gościnną i otwartą dla każdego przestrzeń.   
Transmisja tradycji odbywa się z pokolenia na pokolenie w rodzinach, które chętnie biorą czynny udział w jarmarku lub choćby tylko go odwiedzają. Uczestnicy tego wydarzenia – hodowcy, kupcy, wystawcy, rzemieślnicy i turyści – zwracają uwagę na wyjątkowy klimat Houtem Jaarmarkt, poczucie wspólnoty oraz dobrą atmosferę (niderl. sfeer) panującą w Sint-Lievens-Houtem podczas dwóch jarmarkowych dni.